# 牛潮埔
牛潮埔，是臺灣高雄市鳳山區的一個傳統地域名稱，位於該區東北部。相較於今日行政區，其範圍大致包括忠誠里不含東北半葉的西北部、鎮北里、武松里、北門里不含東半葉的南部邊界地帶，以及鳥松區的鳥松里東南部凸出部分的西南側。
本地區境內主要聚落為牛潮埔、埤墘厝，設有鎮北國小。

## 歷史
台灣日治初期，牛潮埔地區為一街庄，稱為「牛潮埔庄」（舊制街庄），隸屬於赤山里。該庄昔日北與崎仔腳庄為鄰，東與大腳腿庄、磚仔磘庄為鄰，南邊為山仔頂庄、竹仔腳庄、新庄仔庄，西邊為赤山庄。
1901年（日治明治三十四年）11月11日，全台廢縣廳改設二十廳，該庄隸屬於鳳山廳。1904年（明治三十七年）5月3日，該庄編入「赤山區」，隸屬於鳳山廳。1909年（明治四十二年）10月25日，全台合併二十廳為十二廳，赤山區改隸屬於臺南廳。1920年（大正九年）10月1日，全台地方制度大改正，廢十二廳改設五州二廳，該庄改制為「牛潮埔」大字，隸屬於高雄州鳳山郡鳳山街（新制街庄）。
戰後鳳山街改制為鳳山鎮，隸屬於高雄縣，大字亦改制為里。1950年（民國39年）10月1日，高、屏分治，鳳山鎮仍隸屬於高雄縣。1972年（民國61年）7月1日，鳳山鎮升格為鳳山市。2010年（民國99年）12月25日，高雄縣、市合併為直轄高雄市，鳳山市改制為鳳山區。

## 聚落
本地區發展較早的聚落為牛潮埔、埤墘厝，在日治初期的官方地圖上已有記載。

## 交通
台鐵屏東線是高雄至枋寮間的鐵路幹線，經過本地區南部近邊界地帶，其西南側路段為地下鐵路。最近的車站在西側為鳳山車站，在東側為後庄車站。前者屬二等站，停靠大部分自強號、莒光號及全部區間快車、區間車；後者屬簡易站，僅停靠區間車；由此等可前往台鐵沿線各站。
省道台1線又稱「縱貫公路」，是臺北至楓港的傳統平面幹道，經過本地區西南部凸出部分的頸部暨牛潮埔聚落南側。由該道路北行（大方向，當地先向西行）可前往三民區、左營區、仁武區西北端、楠梓區等地，南行（大方向，當地先向東行）可前往大寮區北部、屏東縣屏東市、麟洛鄉、內埔鄉等地。
省道台25線是鳳山至林園的幹道，其北側端點位於本地區西南部的省道台1線路口。北此南行可前往大寮區、林園區，並止於省道台17線路口。
市道183號是楠梓至五甲的道路，經過本地區牛潮埔聚落西側。由該道路北行可前往鳥松區、仁武區、楠梓區，並止於楠梓市區的省道台22線路口；南行可前往鳳山區鳳山市區，並止於鳳山區與前鎮區邊界地帶的省道台17線路口。該道路在本地區省道台1線以下路段與省道台25線共線。
區道高60線是鳳山至國公厝的道路，其西側端點（起點）位於本地區西南部的省道台25線路口。

## 學校
- 鎮北國小